# پرولسیه
پرولسیه (به صربی: Prolesje) یک منطقهٔ مسکونی در صربستان است که در ترگوویشته واقع شده‌است. پرولسیه ۶۷ نفر جمعیت دارد.